# Phocoena
A Phocoena az emlősök (Mammalia) osztályának párosujjú patások (Artiodactyla) rendjébe, ezen belül a disznódelfinfélék (Phocoenidae) családjába tartozó nem.
Családjának a típusneme.

## Rendszerezés
A nembe az alábbi 4 élő faj tartozik:
- pápaszemes disznódelfin (Phocoena dioptrica) Lahille, 1912
- barna delfin (Phocoena phocoena) (Linnaeus, 1758) - típusfaj
- kaliforniai disznódelfin (Phocoena sinus) Norris & McFarland, 1958
- Burmeister-disznódelfin (Phocoena spinipinnis) Burmeister, 1865

## Fordítás
- Ez a szócikk részben vagy egészben  a   Phocoena című angol Wikipédia-szócikk ezen változatának fordításán alapul.  Az eredeti cikk szerkesztőit annak laptörténete sorolja fel. Ez a jelzés csupán a megfogalmazás eredetét és a szerzői jogokat jelzi, nem szolgál a cikkben szereplő információk forrásmegjelöléseként.